# Resultados do Carnaval de São Paulo em 1998
Nesta página estão apontados os resultados do Carnaval de São Paulo no ano de 1998. Os desfiles foram realizados entre os dias 21 e 28 de fevereiro de 1998.
O Vai-Vai conquistou seu nono título de campeã do carnaval com um desfile sobre os 90 anos da imigração japonesa no Brasil. O enredo "Banzai! Vai-Vai" foi desenvolvido pelo carnavalesco Chico Spinoza, que conquistou seu primeiro título no carnaval. Nenê de Vila Matilde foi a vice-campeã com um desfile sobre os 70 anos da Estação Primeira de Mangueira. De volta ao Grupo Especial, após vencer o Grupo 1 de 1997, o Camisa Verde e Branco ficou em terceiro lugar com um desfile sobre a fotografia. Campeã do ano anterior, a X-9 Paulistana se classificou em nono lugar homenageando o empresário Beto Carrero. Com o objetivo de ampliar o Grupo Especial para 14 escolas a partir do ano 2000, a Liga Independente das Escolas de Samba de São Paulo decidiu não rebaixar nenhuma agremiação para a segunda divisão. 
Águia de Ouro foi a campeã do Grupo 1 com um desfile sobre os calçados, garantindo seu retorno ao Grupo Especial, de onde foi rebaixada no ano anterior. Vice-campeã, a Imperador do Ipiranga também foi promovida à primeira divisão, de onde estava afastada desde 1995. Prova de Fogo venceu o Grupo 1A. Unidos de Vila Maria conquistou o título do Grupo 2. 

## Escolas de samba

### Grupo Especial
Os desfiles do Grupo Especial ocorreram no dia 21 de fevereiro no sambódromo do Anhembi.
Ordem de Desfile
| Sábado (21/02/1998) |
| 1. X-9 Paulistana 2. Acadêmicos do Tucuruvi 3. Camisa Verde e Branco 4. Unidos do Peruche 5. Nenê de Vila Matilde 6. Rosas de Ouro 7. Leandro de Itaquera 8. Mocidade Alegre 9. Vai-Vai 10. Gaviões da Fiel |

Classificação
| Legenda: Campeã |

| Col. | Escola                 | Enredo                                                             | Pontos |
| ---- | ---------------------- | ------------------------------------------------------------------ | ------ |
| 1    | Vai-Vai                | Banzai! Vai-Vai                                                    | 298,50 |
| 2    | Nenê de Vila Matilde   | Sementes do Samba, União de Gente Bamba                            | 292,00 |
| 3    | Camisa Verde e Branco  | Fotografia: o olho do mundo nas lentes da verde e branco           | 290,50 |
| 4    | Mocidade Alegre        | Essas Maravilhosas Mulheres Ousadas                                | 289,50 |
| 5    | Gaviões da Fiel        | Corinthians Meu Mundo é Você                                       | 289,00 |
| 6    | Rosas de Ouro          | Samba da Garoa                                                     | 288,00 |
| 7    | Unidos do Peruche      | Mamma África                                                       | 287,00 |
| 8    | Leandro de Itaquera    | França-Brasil, Unidos Pela Sedução                                 | 276,50 |
| 9    | X-9 Paulistana         | Sonhos de um Cowboy Brasileiro                                     | 271,50 |
| 10   | Acadêmicos do Tucuruvi | Na Trilha do Tesouro, Nem Todo Mar é Azul, Nem Todo Amarelo é Ouro | 269,50 |

### Grupo 1
Classificação
| Legenda: Promovida Rebaixada |

| Col. | Escola                         | Enredo                                                                                    | Pontos |
| ---- | ------------------------------ | ----------------------------------------------------------------------------------------- | ------ |
| 1    | Águia de Ouro                  | Assim Caminha a Humanidade                                                                | 293,00 |
| 2    | Imperador do Ipiranga          | Sete, o Enigma                                                                            | 292,00 |
| 3    | Pérola Negra                   | Inezita Barroso, Uma Trajetória de Sucesso                                                | 290,00 |
| 4    | Barroca Zona Sul               | Ibirapuera, a Felicidade se Disfarçou de Parque                                           | 289,50 |
| 5    | Tom Maior                      | Sem Medo Serei Feliz                                                                      | 289,00 |
| 6    | Colorado do Brás               | Pirapora Pirou                                                                            | 272,00 |
| 7    | Império do Cambuci             | Império Volta às Origens                                                                  | 272,00 |
| 8    | Morro da Casa Verde            | De Louco, No Morro, Todo Mundo Tem um Pouco                                               | 263,50 |
| 9    | União Independente da Zona Sul | De Norte ao Sul, de Leste ao Oeste, Baiano, Paulista e Gaúcho, "Êta Povo Cabra da Peste!" | 203,00 |
| 10   | Primeira da Aclimação          | Sou o Cenário do Teu Sonho                                                                | 195,00 |

### Grupo 1A
Os desfiles do 1A ocorreram no dia 23 de fevereiro.
Classificação
| Legenda: Promovida Rebaixada |

| Col. | Escola                              | Enredo                                    | Pontos |
| ---- | ----------------------------------- | ----------------------------------------- | ------ |
| 1    | Prova de Fogo                       | Doce Magia Cigana                         | 200,50 |
| 2    | Império de Casa Verde               | No Império Reina o Reisado                | 199,50 |
| 3    | Unidos de São Lucas                 | Morei, Habitei... Por Este Mundo Passei!  | 198,50 |
| 4    | Combinados de Sapopemba             | Viva a Vida em São Caetano do Sul         | 197,50 |
| 5    | Flor da Vila Dalila                 | E a Flor Decretou... Façam Seus Jogos     | 197,00 |
| 6    | Raiz da Zona Sul                    | Eita Ceará Pai D'égua                     | 197,00 |
| 7    | Acadêmicos do Tatuapé               | A Arte Negra na Bahia                     | 193,50 |
| 8    | União Imperial                      | O Pincel do Criador... A Ilusão das Cores | 185,50 |
| 9    | União Independente da Vila Prudente | Cassino Brasil                            | 169,00 |
| 10   | Unidos de Guaianases                | O Conto do Vigário                        | 135,50 |

### Grupo 2
Os desfiles do Grupo 2 ocorreram no dia 23 de fevereiro.
Classificação
| Legenda: Promovida Rebaixada |

| Col. | Escola                     | Enredo                            | Pontos |
| ---- | -------------------------- | --------------------------------- | ------ |
| 1    | Unidos de Vila Maria       | Uma Viagem à Atlântida            | 197,50 |
| 2    | Unidos de São Miguel       | Pare o Mundo que Eu Quero Descer  | 196,50 |
| 3    | Unidos do Vale Encantado   | A Boca                            | 192,50 |
| 4    | Malungos                   | Lua, Um Brilho em Nosso Carnaval  | 192,00 |
| 5    | Dragões de Vila Alpina     | Por Uma Noite de Ilusão           | 186,50 |
| 6    | Brinco da Marquesa         | Noites Africanas em Terras Brasil | 186,00 |
| 7    | Acadêmicos do Ipiranga     | Brasil Tropical Tropicaliente     | 181,00 |
| 8    | Cachoeira Império do Samba | O Mar e Contos de Areia           | 129,00 |
| 9    | Mocidade Unida da Mooca    | Quem Sabe Faz a Massa             | 70,50  |
| 10   | Folha Azul dos Marujos     | O Encanto do Arco-Íris            | 35,00  |
| 11   | Iracema, Meu Grande Amor   | Tributo ao Pagode (Vira e Mexe)   | 21,50  |

### Grupo 3 - Oeste
Os desfiles do Grupo 3 Oeste ocorreram no dia 22 de fevereiro.
Classificação
| Legenda: Promovida |

| Col. | Escola                          | Enredo                                    | Pontos |
| ---- | ------------------------------- | ----------------------------------------- | ------ |
| 1    | Só Vou Se Você For              | Clara Guerreira                           | 98,50  |
| 2    | Sai da Frente                   | Baile de Mascaras                         | 96,50  |
| 3    | Império Lapeano                 | O Ser Humano, Seus Medos e Suas Fantasias | 95,00  |
| 4    | Caprichosos de Vila Brasilândia | Sonhos Coloridos de Crianças              | 92,00  |
| 5    | Estação Invernada               | No Reino da Alegria e Ilusões             | 87,00  |
| 6    | Galo de Pirituba                | Brasil Esquentai Vossos Pandeiros         | 57,50  |
| 7    | Imperatriz São Dominguense      | Um Gênio Chamado Pixinguinha              | 25,00  |

### Grupo 3
Os desfiles do Grupo 3 Leste ocorreram no dia 22 de fevereiro.
Classificação
| Legenda: Promovida |

| Col. | Escola                              | Enredo                                    | Pontos |
| ---- | ----------------------------------- | ----------------------------------------- | ------ |
| 1    | Tradição da Zona Leste              | Brasil Exportação (É Preciso Acreditar)   | 100,50 |
| 2    | Príncipe Negro da Cidade Tiradentes | Festas Populares                          | 98,00  |
| 3    | Falcão do Morro Itaquerense         | O Samba e Suas Raízes                     | 97,50  |
| 4    | Estação Primeira do Itaim           | Epopéia de uma Raça                       | 97,50  |
| 5    | Primeira da Cidade Líder            | Vou Como Posso no Galo da Madrugada       | 96,00  |
| 6    | Ermelinense                         | Do Sonho à Realidade                      | 85,00  |
| 7    | Dragões de São Miguel               | Homenagem a Dona Ana Bárbara (Benzedeira) | 35,50  |

### Grupo 3 - Norte
Os desfiles do Grupo 3 Norte ocorreram no dia 22 de fevereiro.
Classificação
| Legenda: Promovida Desclassificada |

| Col. | Escola                  | Enredo                                                    | Pontos |
| ---- | ----------------------- | --------------------------------------------------------- | ------ |
| 1    | Camisa 12               | Nos Jogos da Vida, Quem Não Arrisca Não Petisca           | 101,00 |
| 2    | Imperatriz da Paulicéia | História de São Luiz do Maranhão                          | 96,00  |
| 3    | Unidos de Vila Eutália  | Geração Saúde                                             | 89,50  |
| 4    | Paraíso do Samba        | Máscara: Quem é Você?                                     | 84,00  |
| 5    | Candeia do Cangaíba     | Em Eterna Homenagem                                       | 82,00  |
| 6    | União da Alegria        | Meu Brasil Tupiniquim                                     | -4,50  |
| --   | Academia do Samba       | Piro-Piro Com as Crianças há Esperança de Um Mundo Melhor | ---    |

### Grupo 3 - Sul
Os desfiles do Grupo 3 Sul ocorreram no dia 22 de fevereiro.
Classificação
| Legenda: Promovida Desclassificada |

| Col. | Escola                         | Enredo                                                                  | Pontos |
| ---- | ------------------------------ | ----------------------------------------------------------------------- | ------ |
| 1    | Os Bambas                      | Direito do Povo, Dever da Nação - Paulo Freire, Um Vôo Para a Liberdade | 96,00  |
| 2    | São Paulo Zona Sul             | O Circo: O Show Não Pode Parar                                          | 89,00  |
| 3    | União Santa Cruz               | Recife Capital do Frevo, "Te Amo, Te Amo Recife"                        | 81,50  |
| 4    | Flor da Zona Sul               | Sonho Lindo                                                             | 80,50  |
| 5    | Lavapés                        | No Esplendor da Folia a Lavapés dá um Alerta à Ecologia                 | 62,00  |
| --   | Primeira Lá de Casa            | A Constituição da Mandioca                                              | ---    |
| --   | Independentes do Jardim Miriam | Feira Livre                                                             | ---    |